# 平松晶子
平松晶子（日语：／ Hiramatsu Akiko，1967年8月31日—），日本女性配音員。出身於東京都。身高156cm。O型血。

## 簡介
原屬81 Produce，現在是賢Production所屬。東京動畫養成所畢業。

## 來歷、人物
平松在國中畢業時期很喜歡活動，後來受到漫畫的影響下，高中時期原本想組樂團，卻因為成員不足而放棄。但是不久之後收看電視動畫《銀河鐵道999》、《魔法小天使》便得知有聲優這項職業而產生興趣，於是平松選擇前往東京動畫養成所進修。
1986年，平松以電視動畫《相聚一刻》（聲演第27話幫路人角色〈洋子〉）她的聲優出道作。1987年，平松為另一齣電視動畫《機甲戰記威龍》登場角色蘿絲·帕提頓配音是她首次聲演主要角色的作品。
平松在廣播節目經常表明自己是李奧納多·狄卡皮歐的大影迷。還有，她也喜歡趴趴熊。

### 交友關係
與同期出道的林原惠、白鳥由里是同行好友。因此，平松曾經代替請產假的林原惠在電視動畫《神奇寶貝超世代》聲演武藏。

## 演出
粗體字表示主要角色。

### 電視動畫
1986年
- 相聚一刻（洋子）

1987年
- 動畫三劍客（日语：アニメ三銃士）
- 機甲戰記威龍（蘿絲·帕提頓）[注 1]

1988年
- 極速悍將（日语：F (漫画)）

1989年
- 機動警察
- 亂馬½、亂馬½ 熱鬥篇

1991年
- 朱古力小精靈（日语：おばけのホーリー）（貝魯貝魯）
- 金肉人 肉星王位爭奪篇（翔野夏子、羅伯特、阿修羅人（日语：アシュラマン）〈少年時期〉）
- 崔普一家物語（安妮）
- 校園七大不可思議神秘事件（日语：ハイスクールミステリー学園七不思議）（岩崎老師）
- 閃電霹靂車（艾蓮娜）

1992年
- 龍馬英雄（日语：お〜い!竜馬）（瑪格莉特·艾瑞克）
- 麵包超人（紅麻糬人〈初代〉）
- 環保小尖兵（日语：地球SOS それいけコロリン）（江古六次太）
- 超電動機器人 鐵人28號FX（仁科詩織）
- 美少女戰士（松野浩美、妖魔卡斯特爾）
- 蜜柑繪日記（草凪吐夢[5]）

1993年
- GS美神（マネキン）
- 灌籃高手（赤木晴子）
- 麵包超人（ヤッシー、〈初代〉）
- 美少女戰士R（靈媒的）
- 叮噹貓（木之葉美琪）

1994年
- 小紅帽恰恰（索普拉諾）
- 重獲新生的機器人（日语：おまかせスクラッパーズ）
- 白雪公主的傳說（日语：白雪姫の伝説）
- 美少女戰士S（う·エスタン）

1995年
- 怪盜Saint Tail（滿）
- 新世紀福音戰士（UNKNOWS）
- NINKU -忍空-（梅基拉上校）
- 爆走獵人（邦巴）
- 美少女戰士SS（子）

1996年
- 機械女神J（紅莓）
- 麵包超人（こつぶちゃん）
- 逮捕令（小早川美幸）
- 鋼鐵神兵（鳳·拉斐內〈少年時期〉）
- 名偵探柯南（赤木量子）
- YAT安心！宇宙旅行（日语：YAT安心!宇宙旅行）（朵莉絲·安德森）
- 無家可歸的孩子蕾米（珂賽特‧米歇爾）

1997年
- VIRUS -VIRUS BUSTER SERGE-（日语：VIRUS）（榆林）
- 甜心戰士F（葉月聖羅／夜霧甜心）
- 蠟筆小新（林瑪莉）
- 靈異獵人（山田闇子）
- 烈火之炎（霧澤風子[6]）
- 浪客劍心（椿）

1998年
- 魔法陣都市（藍菁）
- 超級娃娃戰士★莉卡（蜜絲娣）
- 機械女神J to X（紅莓）
- DT戰士（日语：DTエイトロン）（納爾）
- 萬能文化貓娘（有吉今日子）
- 神奇寶貝（勝子）

1999年
- A.D.POLICE（日语：A.D.POLICE）（1999年，演出）
- 快感指令（日语：快感・フレーズ）（甲斐孝子）
- 金田一少年之事件簿（阿嘉莎）
- 格鬥小霸王（活力）
- 微星小超人（日语：ミクロマン・マグネパワーズ）
- 地球防衛企業（桃井伊吹[7]）
- 火魅子傳（日语：火魅子伝）（志野）
- 炸彈人 彈珠人爆外傳V（紅寶）
- 名偵探柯南（保本光）

2000年
- 無力君（日语：へろへろくん）（笑笑老師）
- 神奇寶貝（卡茲柯）

2001年
- The Soul Taker ～魂狩～（日语：The Soul Taker 〜魂狩〜）（桐原夕映）
- 沙漠的海賊！隊長庫珀（日语：砂漠の海賊!キャプテンクッパ）（瓦尼拉）
- Geneshaft（日语：ジーンシャフト）（茱莉亞·賽多）
- 通靈王（ニョライ）
- 索斯機械獸III（瑪莉·奇普）
- 逮捕令 Second Season（小早川美幸[8]）
- 小小雪精靈（漢娜老師、肉桂）
- 七虹香電擊作戰（淑女）
- 花右京女侍隊 La Verite（劍近衛、導師）
- PaRappa the Rapper（日语：パラッパラッパー）（店員）
- HELLSING（海蓮娜）
- 神奇寶貝（ダイキ）
- 魔法戰士李維（莉莉）
- 名偵探柯南（石原亞紀）

2002年
- 青出於藍（神樂崎雅）
- 笑園漫畫大王（谷崎由佳里）
- 攻殻機動隊 STAND ALONE COMPLEX（辻崎沙織）
- 十二國記（清秀）
- 麵包超人（〈第3代〉）
- .hack//SIGN（BT）
- 爆鬥宣言大鋼彈（蒂芬妮·布瑞克法斯特）
- 超齡細公主（雷納）
- 彩夢芭蕾（伊蝶爾小姐）
- YOU'RE UNDER ARREST ～逮捕令～（小早川美幸[9]）
- 翼神世音（如月樹〈小時候〉）

2003年
- 青出於藍 ～緣～（神樂崎雅）
- AVENGER（日语：AVENGER）（伊歐）
- 原子小金剛 (2003年版)（エプシロン）
- E'S OTHERWISE（瑪莉亞、艾尼耶爾）
- STRATOS 4（日语：ストラトス・フォー）（久保千鶴）
- 偵探學園Q（大鳥真弓）
- 人間交差點（田村）
- 驚爆危機？校園篇（若菜陽子）
- 冒險遊記Pluster World（香塔公主）
- 魔法使的條件（岩下美由紀〈米琳達〉）

2004年
- 阿嘉莎·克莉絲蒂的名偵探白羅與瑪波（キダー、 等）
- 詩∽片（白坂志穗）
- 吟遊默示錄（伊絲塔）
- Keroro軍曹（日向秋、Giroro伍長〈幼年時期〉／小Giroro、日向秋奈〈少女時期〉、星人、電視播報）
- 花右京女侍隊 La Verite（劍近衛）
- 光與水的女神（水樹美恵子）
- 神奇寶貝超世代（武藏〈代替〉）
- 棉花糖樂園（老師、教務主任）
- ONE PIECE（柯芭特）

2005年
- 我的太太是魔法少女（美杉紀／瑪拉·艾克斯）
- 極上生徒會（平田若菜）
- JINKI:EXTEND（西巴）
- TSUBASA翼（嵐）
- BLEACH（志波空鶴）

2006年
- 我們這一家（坂田愛）
- 小天小天子（日语：こてんこてんこ）（克里克）
- 砂沙美☆魔法少女俱樂部（小塚鷲羽）
- TSUBASA翼 (第2期)（嵐）
- .hack//Roots（日语：.hack//Roots）（波爾多）
- NANA（小松奈津子）
- 南瓜剪刀（韋柏納）
- 貧窮姊妹物語（三枝蘭子）
- MAJOR 2nd season（佐藤壽也的導師）

2007年
- CODE-E（海老原美月）
- 地獄少女 二籠（武田里奈）
- 逮捕令 全速前進（小早川美幸[10]）
- 交響情人夢（江藤佳緒里[11]）

2008年
- 女神異聞錄 ～三位一體之魂～

2009年
- 元素高手（安·卡拉斯）
- 洋葱和尚朝太郎（日语：ねぎぼうずのあさたろう）
- 旋風管家！（鷺之宮初穗）
- FRESH光之美少女！（茱莉亞諾）

2011年
- Keroro軍曹（電視播報）
- 偶像大師（如月千種）
- 魔法禁書目錄II（前方之風）
- 日常

2012年
- 旋風管家！CAN'T TAKE MY EYES OFF YOU（鷺之宮初穗）
- 名偵探柯南（大橋彩代）

2013年
- 來自新世界（偽擬蓑白）
- 斷裁分離的罪惡之剪（美墨賢的母親）
- 悠悠哉哉少女日和（越谷雪子）
- 八犬傳 -東方八犬異聞- 第二期（大黑堂·妻）
- 旋風管家！Cuties（鷺之宮初穗）

2014年
- KERORO ～keroro～（日向秋[12]）

2015年
- 悠悠哉哉少女日和 Repeat（越谷雪子、貝奇）

2016年
- 她與她的貓 -Everything Flows-（母親）

2017年
- 側車搭檔（百合的母親）

2018年
- 刀劍神域 Alicization（阿滋利卡）
- 魔法禁書目錄Ⅲ（前方之風）

2020年
- 轉生成女性向遊戲只有毀滅END的壞人大小姐（卡塔莉娜的母親）

2021年
- 悠悠哉哉少女日和 Nonstop（越谷雪子）

### 電影動畫
1988年
- 龍貓（車掌小姐）

1994年
- 劇場版 灌籃高手（日语：スラムダンク (1994年の映画)）（赤木晴子）
- 灌籃高手：稱霸全國！櫻木花道（日语：スラムダンク 全国制覇だ! 桜木花道）（赤木晴子）

1995年
- 灌籃高手：湘北最大的危機！燃起鬥志的櫻木花道（日语：スラムダンク 湘北最大の危機! 燃えろ桜木花道）（赤木晴子）
- 灌籃高手：咆哮籃球員靈魂！花道和流川的灼熱夏季（日语：スラムダンク 吠えろバスケットマン魂!! 花道と流川の熱き夏）（赤木晴子）

1996年
- 秀逗魔導士 RETURN（賽莉娜）
- 勇者鬥惡龍：羅德的紋章（亞魯）

1997年
- 劇場版 甜心戰士F（葉月聖羅）

1999年
- 劇場版 神奇寶貝：夢幻之神奇寶貝 洛奇亞爆誕（芙蘆拉）
- 超級娃娃戰士★莉卡：麗佳絕體絕命！奇蹟的娃娃騎士（ギーゼ）
- 逮捕令 the MOVIE（小早川美幸）
- 生之喜悅（日语：ハッピーバースデー 命かがやく瞬間#アニメ映画）（藤原靜代〈12歲〉）

2001年
- 笑園漫畫大王 The Movie（谷崎由佳里）

2002年
- 帕盧姆之樹（帕姆）

2006年
- 超劇場版Keroro軍曹（日向秋）

2007年
- 福音戰士新劇場版：序
- 超劇場版Keroro軍曹2：深海的公主（日向秋）
- 小Kero K隆球的秘密!?（小Giroro）

2008年
- 超劇場版Keroro軍曹3：Keroro VS Keroro 天空大決戰（日向秋）

2009年
- 超劇場版Keroro軍曹4：逆襲的龍勇士（日向秋）

2010年
- 超劇場版Keroro軍曹5：誕生！究極Keroro奇蹟的時空之島!!（日向秋）

2013年
- 劇場版 怪傑佐羅力：守護恐龍蛋（猩猩媽媽）

2014年
- 一年級大個子，二年級小個子（日语：大きい1年生と小さな2年生）（正也的母親）

2016年
- 劇場版 聲之形（西宮家的母親〈西宮八重子〉）

### OVA
1986年
- 亞邦史克威爾 琥珀的追擊（日语：アーバンスクウェア 琥珀の追撃）（直美）

1987年
- 吹泡糖危機（妮妮·羅馬諾瓦）
- 極速狂飆（日语：バリバリ伝説）（知世）
- 微笑標的（女學生B）

1991年
- EXPER ZENON（日语：EXPER ZENON）（博子）
- GALL FORCE 新世紀篇（日语：ガルフォース）（瑪布兒）

1992年
- 萬能文化貓娘（小板橋今日子）
- 琉璃色公主（日语：るり色プリンセス）（雛子）
- 亂跑大戰！基因組獎盃（日语：スクランブル・ウォーズ 突走れ!ゲノムトロフィーラリー）（妮妮·羅馬諾瓦）

1993年
- Genocyber 虛界之魔獸（日语：ジェノサイバー）（艾蕾因·里德／黛安娜·里德）
- MOLDIVER（日语：モルダイバー）（白瀨真織）

1994年
- 御宅星座（日语：おたくの星座）（敏）
- KIZUNA 2（日语：KIZUNA）（由貴）
- 湘南純愛組！（藤崎志乃美）
- 逮捕令（小早川美幸）
- 火星（日语：マーズ (漫画)）（山口春美）

1995年
- 精靈使（日语：精霊使い）（樹雨）
- 貓眼女槍手（日语：ガンスミスキャッツ#OVA）（凱西／凱特）
- 機械女神R（紅莓）
- 戰少女（克羅絲）

1997年
- AIKa（白黛莫〈副官〉）
- 機械女神J again（紅莓）
- 鋼鐵神兵NEO（鳳·拉斐內〈少年時期〉）
- 妙筆小呆（日语：フォトン (OVA)）（布朗）

1998年
- 萬能文化貓娘DASH！（有吉今日子）

2001年
- 花右京女侍隊（劍近衛）
- 魔神凱撒（蘿莉）

2002年
- .hack//GIFT（BT）
- 魔法護士小麥（桐原夕映）

2003年
- 魔神凱撒 死鬥！暗黑大將軍（蘿莉）

2004年
- STRATOS 4 (X系列)（日语：ストラトス・フォー）（久保千鶴）
- 魔法護士小麥Z（桐原夕映）

2005年
- STRATOS 4 Advance（久保千鶴）

2006年
- STRATOS 4 Advance 完結篇（久保千鶴）

2007年
- 萌少女的戀愛時光 ～休息時間～（青木大介的母親）

2009年
- DARKER THAN BLACK -黑之契約者- 外傳（克羅德）

2014年
- 旋風管家（鷺之宮初穗）[注 2]

2016年
- 悠悠哉哉少女日和 Repeat（越谷雪子、佩琪）[注 3]

### 網路動畫
2000年
- 笑園漫畫Web大王（黑澤美奈茂）

### 遊戲
- THE 推理（日语：THE 推理）系列（吉尼）

1992年
- 山村美紗推理劇場 ～金盞花 京繪皿殺人事件～（小早川優子）

1993年
- Yumimi Mix（日语：ゆみみみっくす）（吉澤弓美）
- 夢幻模擬戰 ～光輝的末裔～（克里斯）

1995年
- 美少女雀士 Special（日语：アイドル雀士スーチーパイ）（西野繪利佳）

1996年
- 美少女雀士II Limited（西野繪利佳）
- 時空偵探DD 幻影羅蕾萊（日语：時空探偵DD 幻のローレライ）（雷妮·拉瓦爾）
- Der Langrisser FX（光之女神露西里斯）
- 春風戰隊V Force（日语：はるかぜ戦隊Vフォース）
- （佐奈惠）

1997年
- 艾爾巴雷亞的乙女（日语：アルバレアの乙女）（法娜·戴·拉·維微爾·盧延迪克）
- 續·初戀物語 ～修學旅行～（日语：続 初恋物語 〜修学旅行〜）（橋本枝奈）
- 蒂爾克 ～藍色大海的少女～
- （鮎川螢）

1998年
- 星際牛仔（瑪莉亞）[注 4]
- 有聲小說 街（日语：街 〜運命の交差点〜）（小糸亞弓）
- 雙面嬌娃（赤坂美月、志穗）
- （神條摩樹奈）
- （桐生綾乃）
- 爆走貨車傳説〜男一匹夢街道〜（北原雪江）

1999年
- 真·魔裝機神 PANZER WARFARE（日语：真・魔装機神 PANZER WARFARE）（塞絲·葛拉地）
- 私立正義學園 熱血青春日記2（響蘭）
- （索菲雅）
- 火魅子傳 ～戀解～（日语：火魅子伝 〜恋解〜）（志野）
- 街 ～命運的交差點～（小糸亞弓）

2000年
- 六月守護神（日语：ヘキサムーン・ガーディアンズ）（伊絲塔）
- 燃燒吧！正義學園（響蘭）

2001年
- 火焰聖母 ～The Virgin on Megiddo～（日语：火焔聖母 〜The Virgin on Megiddo〜）（北川真奈瀨）

2002年
- 機戰傭兵3（日语：アーマード・コア3）（電腦聲音）
- 笑園漫畫碰將大王（日语：あずまんがドンジャラ大王）（谷崎由佳里）
- 機神大作戰（日语：ギガンティック ドライブ）（番原美香）
- 白詰草話 -Episode of the Clovers-（日语：白詰草話）（上代麻里）
- 命運傳奇2（哈洛露特·貝理賽利歐斯）
- 雪之物語（日语：雪語り）（青柳千歳）

2003年
- 笑園漫畫大王Advance（谷崎由佳里）
- 一擊殺虫!! 小惠惠（小惠惠姊姊）[注 5]
- THE 美少女模擬RPG MoonLightTale（日语：THE 美少女シミュレーションRPG MoonLightTale）（米莉）

2004年
- Keroro軍曹燃燒淘汰賽（日语：ケロロ軍曹 メロメロバトルロイヤル）（日向秋）

2005年
- Keroro軍曹燃燒淘汰賽Z（日语：ケロロ軍曹 メロメロバトルロイヤルZ）（日向秋）
- 極上生徒會（平田若菜）
- 雙面嬌娃 攜帶版（赤坂美月、志穂）[注 6]
- MEDICAL91（美咲千歲）

2006年
- 時空幻境 世界傳奇 閃耀神話（哈洛露特·貝理賽利歐斯）
- .hack//G.U.（波爾多）
- 風雨來記（日语：風雨来記）（瀧澤玉惠）[注 5]
- 街 ～命運的交差點～ 特別篇（小糸亞弓）

2007年
- Keroro軍曹演習啦！全員集合2（日向秋）

2008年
- 超劇場版Keroro軍曹3 動作！天空大冒險是也！（日语：超劇場版ケロロ軍曹3 天空大冒険であります!）（日向秋）
- 暮蟬悲鳴時絆（日语：ひぐらしのなく頃に絆） 第一卷·崇（公由春子）

2009年
- 時空幻境 世界傳奇 閃耀神話 2（日语：テイルズ オブ ザ ワールド レディアント マイソロジー2）（哈洛露特·貝理賽利歐斯）
- 時空幻境 決鬥傳奇（日语：テイルズ オブ バーサス）（哈洛露特·貝理賽利歐斯）

2010年
- .hack//Link（BT、波爾多）

2011年
- 第2次超級機器人大戰Z 破界篇（桃井伊吹）
- 時空幻境 世界傳奇 閃耀神話3（日语：テイルズ オブ ザ ワールド レディアント マイソロジー3）（哈洛露特·貝理賽利歐斯）

2012年
- 第2次超級機器人大戰Z 再世篇（桃井伊吹）
- 英雄幻想曲（日语：ヒーローズファンタジア）（莉莉[13]）

2014年
- 第3次超級機器人大戰Z 時獄篇（桃井伊吹）
- 時空幻境 世界傳奇 夢想尤尼提亞（日语：テイルズ オブ ザ ワールド タクティクス ユニオン）（哈洛露特·貝理賽利歐斯[14]）

2015年
- 第3次超級機器人大戰Z 天獄篇（桃井伊吹）
- 暮蟬悲鳴時粹（公由春子）

2020年
- 魔法禁書目錄 幻想收束（前方之风）

### 外語配音

#### 電影
- 獨領風騷（泰·弗雷澤〈布蘭妮·墨菲〉）※VHS版。
- 神魂顛倒（英语：Head over Heels (2001 film)）（坎蒂〈莎拉·梅鐸〉）※VHS版。
- 血魔（芭芭拉、受理人員）※TBS版。
- 美國製造（英语：Made in America (1993 film)）（史黛西〈珍妮佛·提莉〉）※DVD版本。
- 龍霸天下 ※朝日電視台版。

#### 動畫
- 大力士（英语：Hercules (1998 TV series)）（寧芙）
- X戰警 (1994年電視動畫)（歡歡〈埃利森·庫爾特〉）※東京電視台版。

### 廣播
- 平松晶子的東京SHADOW
- 奇蹟山脈
- （嘉賓出演）
- 平松晶子的VOICE OF WONDERLAND

### CD
- 戰少女（克羅絲、女性顧客B）
- 荒野英雄傳說（日语：ガンドライバー#CD文庫）（托帕絲）
- Weiß kreuz Dramatic Collection III Kaleidoscope Memory（美樹）
- HAPPINESS（迷你專輯）
- PAIN（專輯）
- 英雄傳說IV 朱紅的淚 廣播劇CD（露蒂斯）
- 荒野英雄傳說（日语：ガンドライバー#CD文庫）（托帕斯）
- 形象專輯 精靈使（日语：精霊使い）（樹雨）
- 音盤（村上百合子）
- 音盤
- Keroro軍曹 地球侵略CD（日向秋）
- 高速交通隊（日语：高速エイジ）（朱音夏）
- 謎狐怪童（日语：ディスコミュニケーション）（戶川茅惠香）
- 廣播劇CD WILD ARMS（哈肯女士／埃爾米娜·尼特）
- 喵喵純喫茶（日语：ねこきっさ）（鬼瓦真矢）
- 廣播劇CD SNOW（雪月小夜里）
- 廣播劇CD 貧窮姊妹物語（三枝蘭子）
- 廣播劇CD「洛克人千鈞一髪」（蘿露）
- 最終神話戰爭伊特奧佩拉 原聲廣播劇CD 第1章 分裂的神話（阿剌克涅）
- Top of the World（Jambalaya, Please Mr. Postman（英语：Please Mr. Postman））
- Hot Gimmick（日语：ホットギミック (漫画)） 廣播劇CD（葛城里奈）
- Monster Maker 廣播劇CD 找出魔劍死亡之刃！（日语：モンスターメーカー#ドラマCD）（尤莉希卡）

### 廣告
- 萬代『SLAM DUNK 』 與作品主角櫻木花道的聲優草尾毅共同

### 其它
- 新宿SUBNADE（日语：新宿サブナード）（購物中心賣場廣播）
- 傳奇系列祭 2008
- 傳奇系列祭 2008

## 相關人物
- 林原惠
- 白鳥由里
- 岩永哲哉
- 久川綾
- 三木真一郎
- 斯波重治（日语：斯波重治）

## 腳註

## 外部連結
- 平松晶子｜賢Production （页面存档备份，存于） （日語）